# Amburana
Genre
Classification phylogénétique
Amburana est un genre de plantes à fleurs dicotylédones de la famille des Fabaceae, sous-famille des Faboideae, originaire d'Amérique du Sud, qui comprend deux espèces acceptées.

## Liste d'espèces
Selon Catalogue of Life (24 octobre 2018) :
- Amburana acreana (Ducke)A.C.Sm.
- Amburana cearensis (Allemao)A.C.Sm.